# Argostemma thaithongae
Argostemma thaithongae är en måreväxtart som beskrevs av Sridith. Argostemma thaithongae ingår i släktet Argostemma och familjen måreväxter. Inga underarter finns listade i Catalogue of Life.